# Menteşe, Kavaklıdere
Menteşe là một thị trấn thuộc huyện Kavaklıdere, tỉnh Muğla, Thổ Nhĩ Kỳ. Dân số thời điểm năm 2011 là 2.356 người.